# Markus Marterbauer
Markus Marterbauer (ur. 26 lutego 1965 w Uppsali) – austriacki ekonomista i nauczyciel akademicki, od 2025 minister finansów.

## Życiorys
Z wykształcenia ekonomista, na Uniwersytecie Ekonomicznym w Wiedniu uzyskiwał magisterium (1989) i doktorat (2001). Pracował jako asystent na tej uczelni, a także jako doradca w instytucie badań ekonomicznych WIFO. Od 2011 kierował departamentem ekonomii i statystyki w izbie gospodarczej Arbeiterkammer Wien. Pełnił też funkcję wiceprzewodniczącego Fiskalrat, organu zajmującego się analizą instrumentów polityki finansowej. Został wykładowcą na Uniwersytecie Ekonomicznym w Wiedniu oraz na Uniwersytecie Wiedeńskim.
W marcu 2025 z rekomendacji Socjaldemokratycznej Partii Austrii objął urząd ministra finansów w utworzonym wówczas rządzie Christiana Stockera.